# Référendum

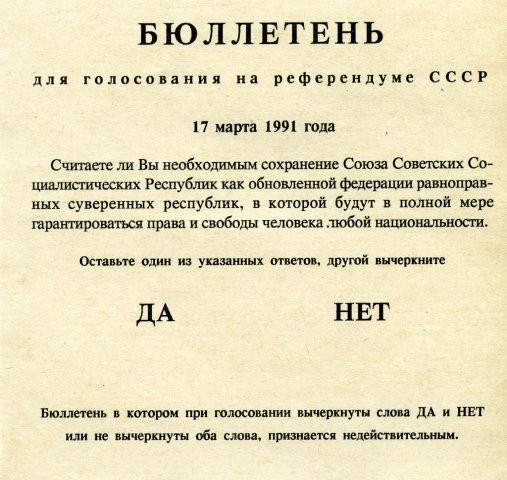
Bulletin de vote pour le Référendum soviétique de 1991.

 (décembre 2023).
 (décembre 2023).
Un référendum est une procédure par laquelle tous les citoyens d'une collectivité particulière se prononcent sur une question d'ordre politique. C'est un procédé par lequel une autorité politique consulte l'ensemble des citoyens d'une collectivité donnée sur une proposition concernant « une mesure qu'une autre autorité a prise ou envisage de prendre ».
Le plus souvent, les citoyens doivent répondre par « oui » ou « non » à une question dont l'autorité consultante a défini les termes. La décision d'organiser un référendum peut émaner du pouvoir exécutif de la collectivité, d'un groupe participant au pouvoir législatif, ou d'une démarche pétitionnaire dans le cas d'une initiative populaire.
Souvent, les processus d'indépendance politique, constituant un nouvel État par sécession d'un ensemble plus grand, impliquent une consultation des citoyens concernés dans un référendum d'autodétermination.

## Problématique générale
Le référendum a pour objet de légitimer une décision politique par consultation des personnes concernées. La définition des participants est en général celle du corps électoral, quoiqu'un référendum puisse élargir ou restreindre ce champ, avec un critère de résidence.

### Histoire
Le plébiscite était une procédure de la République romaine dans l'Antiquité. Son rapport avec le césarisme, volonté d'imposer le pouvoir personnel d'un homme fort, reste à l'origine de nombreuses critiques contre le référendum.
Le référendum territorial, concernant le rattachement d'une collectivité à une autre, a existé dès 1552 pour le rattachement de la ville de Metz au royaume de France. Ce type de référendum s'associe au droit des peuples à disposer d'eux-mêmes .
Si la plupart des démocraties contemporaines ont organisé des référendums au cours de leur histoire, peu de pays l'ont institué comme un mode de gouvernement régulier. La moitié des 800 référendums environ organisés au niveau national dans le monde jusqu'à la fin de 1993, l'ont été en Suisse. Dans la plupart des pays, la décision d'organiser un référendum émanait des partis politiques au pouvoir dans le but de valider leurs orientations. L'usage du référendum a surtout progressé en Suisse, en Italie et dans certains États des États-Unis.

### Théorie
Le référendum appartient au domaine du droit : on ne peut décider par référendum que des lois. Dans les régimes de démocratie représentative, des parlementaires discutent et amendent les lois. Le référendum, selon les conceptions du juriste Raymond Carré de Malberg, a pour objet de limiter et de contrôler ce pouvoir. Si « la loi est l'expression générale », il est sain que le compromis que les parlementaires ont trouvé entre les divers intérêts et opinions soit soumis au corps électoral. La place du référendum dans la hiérarchie des pouvoirs pose un problème pratique. Les lois sont soumises à un contrôle de conformité à la Constitution, qui notamment protège les minorités. Comment le référendum se place-t-il par rapport à cette norme  ?
Les techniques de mise en œuvre du référendum réagissent sur son effet. Le mode de déclenchement de la consultation, la rédaction de la question, le quorum et la majorité qualifiée éventuels, la fréquence de son usage, en font soit un outil de pouvoir disponible pour les représentants élus, soit un instrument de limitation et de contrôle par le corps électoral. Les techniques d'influence des votes et de perversion des résultats s'appliquent aussi bien au référendum.
Un référendum peut être consultatif ou décisionnel, local, national ou fédéral s'il y a lieu, conventionnel s'il concerne la ratification d'un traité international, ou de transfert territorial s'il s'agit de modifier les limites d'une collectivité. La Constitution rend parfois son organisation obligatoire ; dans d'autres cas, une pétition de demande doit recueillir un certain nombre de signatures valides .
L'opinion publique est constamment sollicitée, au XXIe siècle, par des sondages d'opinion. Le référendum s'en démarque par son caractère public et, pour les personnes interrogées, prévisible. Alors que le sondage recueille sans préavis ni information préalable un avis, le référendum est précédé d'une campagne. Cette préparation informe les opinions individuelles, mais laisse se former des prises de position collectives, le plus souvent autour de personnalités établies, ce qui le rapproche du système représentatif.

### Limites de la méthode référendaire
La pratique de cette méthode liée à la démocratie directe montre un certain nombre de limites qu'on peut résumer en quatre points :
- Le référendum est lié à l'agenda politique de ses organisateurs, qui contrôlent son calendrier ainsi que la formulation de la question posée (processus « contrôlé et pro-hégémonique »)[11] ;

- Les sujets abordés sont parfois complexes et peuvent nécessiter une certaine expertise qui n'est pas forcément entendue dans un débat où la rhétorique fait appel aux émotions[12] ;

- Le référendum « consolide, et même réifie la prise de décision à majorité simple aux dépens des intérêts des minorités et des individus [… mais c'est] une question de pratique et non de principe[13] » et un risque que la politiste Laurence Morel estime « très surestimé » au regard de l'histoire de la pratique référendaire : « Hormis quelques domaines, rien n'indique que les représentants soient plus tolérants ou plus progressistes que leurs électeurs. [… et] il suffit que le législateur prévoie un contrôle juridictionnel vérifiant la conformité des propositions référendaires aux droits et libertés affirmés dans la Constitution ou d'autres textes auxquels souscrit un pays[14] ».

- Le référendum n'est pas une délibération. Les votants n'ont aucun pouvoir d'infléchir la décision. Ils doivent accepter ou rejeter ce qui leur est proposé. Ils ne répondent le plus souvent qu'à une seule question, par oui ou par non[b]. Au contraire, un débat délibératif comme la discussion d'un projet de loi répond successivement à autant de questions que nécessaire, exprimées par des amendements au texte, avant de se prononcer sur le résultat[15].

### L'initiative populaire
L'initiative populaire est le produit d'une pensée politique dans lequel l'idéal est la démocratie directe, par opposition à la démocratie représentative. Les tenants de la démocratie directe considèrent les choix politiques comme essentiellement des choix moraux, pour lesquels chacun est compétent, alors que les partisans de la démocratie représentative estiment que la législation et le gouvernement exigent des compétences, ce qui implique des professionnels, que choisissent les électeurs.
L'initiative populaire comprend un temps pétitionnaire, pendant lequel les promoteurs recueillent des signatures certifiées de citoyens. Quand l'initiative populaire fait partie des institutions, la loi prévoit le seuil de signatures qualifiées pour déclencher un référendum, et les délais pour les recueillir. Ces conditions remplies, l'exécutif est tenu d'organiser un référendum. 
Comme les décisions politiques ne manquent pas d'avoir un aspect moral et un aspect technique, se pose la question de pourquoi on vote. Une préférence morale, un objectif vague, laissent une grande latitude au législateur, qui peut frustrer les attentes du corps électoral. Une rédaction légale détaillée, alors qu'il n'y a pas eu de vérification approfondie des conséquences légistiques et autres, ni discussion ou négociation avec les parties les plus concernées, court le risque d'être contre-productive ou d'être rejetée alors que son principe réunirait une majorité. Les pays où l'initiative populaire fait partie des institutions ont adopté des solutions diverses, selon leurs traditions politiques. Une Revue d'Initiative Citoyenne peut constituer une étape préparatoire au référendum.

## Afrique

### Algérie
- 2005 - Référendum algérien de 2005
- 2020 - Référendum constitutionnel algérien de 2020

### Tunisie
- 2002 - Référendum constitutionnel tunisien de 2002
- 2022 - Référendum constitutionnel tunisien de 2022

## En Amérique du Nord

### Canada
- 1898 - Référendum canadien sur la prohibition de l'alcool
- 1942 - Plébiscite de 1942
- 1992 - Référendum sur Accord de Charlottetown

#### Caractère non contraignant des référendums en droit canadien
D'après le renvoi Referendum and Initiative Act de 1919, le Parlement ne peut pas renoncer à la souveraineté parlementaire au moyen de référendums. Cette règle constitutionnelle empêche le Parlement de cesser d'être souverain par une abdication volontaire de son autorité. Dans ce renvoi, les tribunaux ont jugé qu'une loi du Manitoba qui obligeait le lieutenant-gouverneur de la province à accepter des référendums d'initiative populaire était une abdication inconstitutionnelle de la souveraineté. Par conséquent, en droit constitutionnel canadien, un referendum n'est pas un moyen de faire échec à la souveraineté parlementaire, il n'est pas automatiquement contraignant. Ne pas respecter les résultats d'un référendum pourrait vraisemblablement engendrer des conséquences politiques pour un gouvernement, mais cela ne serait pas une violation de la règle de droit.
Cela dit, dans le Renvoi relatif à la sécession du Québec, la Cour suprême du Canada a jugé que dans un référendum sur la sécession d'une province, une majorité claire en faveur de la sécession crée une obligation de négocier des modifications constitutionnelles. Cela ne dicte pas d'avance le résultat des négociations et cela ne contraint pas le Parlement à entériner le résultat des négociations menées par l'exécutif, il s'agit seulement d'une obligation pour l'exécutif d'agir de bonne foi en négociant les conséquences d'un référendum en faveur de la sécession.

#### Québec
Le Parti québécois a organisé deux référendums pour lancer les négociations pour la souveraineté du Québec. Il a déposé à l'Assemblée nationale du Québec le Livre Blanc sur le projet de souveraineté-association. Le premier référendum, le 20 mai 1980, fut une défaite pour le Parti québécois de René Lévesque, le « non » recueillant près de 60 % des voix. Néanmoins, les Québécois donnèrent à nouveau la majorité au Parti québécois lors de l'élection suivante, le 13 avril 1981.
Dans le deuxième référendum sur la souveraineté, le 30 octobre 1995, le « non » fut majoritaire, avec moins d'un point d'écart (50,5 %) (54 288 votes). Le lendemain, le Premier ministre du Québec Jacques Parizeau remit sa démission.

### États-Unis
Les États-Unis ignorent le référendum à l'échelon fédéral ; à l'échelon des États, seul le Delaware ignore le référendum.
Durant l’ère progressiste, plusieurs États des États-Unis se sont dotés de procédures de législation directe telles que le référendum, l'initiative populaire et la procédure référendaire de destitution. « La première initiative présentée aux électeurs date de 1904 dans l'Oregon (l'État qui avec la Californie verra être déposées le plus grand nombre d'initiatives) ». Ce mouvement s'est surtout développé à l'Ouest : « Parmi les États de la côte Est, seuls le Maine et le Massachusetts ont adopté l'initiative et le référendum populaire, alors que c'est le cas de tous les États de la côté pacifique ». Six procédures du genre existent aux États-Unis :

#### L'amendement constitutionnel d'initiative parlementaire
Elle est en vigueur dans quarante-neuf États , c'est-à-dire tous sauf le Delaware ; dans quinze États, il s'agit de la seule forme de référendum existante. Le pouvoir législatif soumet au vote populaire des modifications à la Constitution de l'État.

#### La loi d'initiative parlementaire
Vingt-quatre États permettent aux parlementaires de proposer un référendum sur une simple loi, qui reste soumise au contrôle de constitutionnalité. Même si le vote approuve la loi, elle ne sera pas appliquée si elle déclarée anticonstitutionnelle. Le parlement pourra amender ou abroger cette loi sans de nouveau passer par le référendum (ce n'est généralement pas le cas pour un amendement constitutionnel). Cette procédure permet au corps électoral de décider souvent et sur des sujets variés, les propositions allant souvent bien au-delà de l'organisation des pouvoirs publics et des droits fondamentaux, comme le vote de crédits pour la rénovation des transports ou le mariage entre personnes de même sexe.

#### L'amendement constitutionnel d'initiative populaire
Dix-huit États permettent aux électeurs de proposer un changement de même nature que l'amendement constitutionnel d'origine parlementaire, par une pétition ayant recueilli un nombre de signatures fixée par la Constitution.

#### La loi d'initiative populaire
Vingt-deux États permettent de soumettre des projets de loi simple au référendum dans des conditions similaires à celles pour les amendements constitutionnels.

#### Le référendum abrogatif
Vingt-cinq États dont les vingt-deux qui admettent l’initiative populaire prévoient qu'un veto referendum puisse abroger une loi existante, dans des conditions similaires à l'initiative populaire.

#### Lerecall
Dix-huit États comportent une procédure de démission forcée d'une personne soumise à un poste électif avant l'expiration de son mandat. Cette procédure n'est pas un référendum. Un référendum consulte les électeurs sur une question ; le recall est un complément de l'élection périodique d'un représentant des citoyens, permettant de le renvoyer .
- La Californie soumet depuis 1950 à référendum obligatoire de la collectivité locale concernée la construction ou l'acquisition de logements à caractère social par une autorité étatique[19].
- Les questions référendaires sont annexées à une élection générale. Le délai de préparation pour réunir les conditions est bref.
- La pétition proposant une initiative doit avoir transmis aux autorités un nombre de signatures d'électeurs dépassant 5 % de la participation électorale de la dernière élection du gouverneur. Le 6 novembre 2018, ce nombre était (632 212)[23].
- La pétition exigeant un référendum abrogatif doit avoir recueilli le même nombre de signatures. Les électeurs votent oui ou non à la loi en question[24].
- Si l'initiative a pour but de modifier la Constitution, le seuil est porté à 8 % Pour organiser un recall, il faut 12 %[réf. souhaitée].

Dans sept États permettant la loi d'initiative populaire, l'initiative est « indirecte », ce qui signifie que le référendum n'aura pas lieu si la législature adopte la proposition, même avec des amendements. Si elle la soumet à référendum, elle peut également y soumettre un contre-projet. Dans deux États, l'amendement constitutionnel d'initiative populaire est également indirect.

## En Amérique du Sud

### Colombie
Les articles 103 et 104 de la constitution colombienne de 1991 font du référendum un moyen d'expression de la souveraineté du peuple, au résultat légalement contraignant. L'article 155 permet ainsi à un projet de loi dont celui d'un référendum d'être porté au parlement s'il réunit les signatures d'au moins 5 % des électeurs inscrits sur les listes électorales. Un porte parole peut être désigné pour être entendu par le parlement à n'importe quelle étape du processus.
Une initiative populaire franchissant cette étape est automatiquement considérée comme prioritaire au niveau parlementaire, l'article 163 imposant un délai maximum de 30 jours pour sa prise en compte s'il s'agit d'un simple projet de loi. Dans le cas d'une proposition de référendum, seul le vote favorable du Sénat est obligatoire au niveau parlementaire sans qu'il soit nécessaire de consulter la Chambre des représentants, ainsi que la décision du président du Président de la Colombie approuvée en conseil des ministres.
Le projet de loi est alors soumis à référendum à une date indépendante de tout autre scrutin électoral. Comme l'ensemble de ces derniers en Colombie, les référendums sont soumis à l'article 41 de la loi électorale, qui impose une participation minimale d'un tiers (33,3 %) des inscrits est requise pour que le résultat, approuvé ou rejeté à la majorité absolue (50 % +1) des voix soit déclaré valide,.

## En Asie

### Thaïlande
En 2007, la junte militaire de la Thaïlande a organisé un référendum approuvé pour sa nouvelle constitution devant permettre le retour de la démocratie.

## En Europe

### Dynamique générale
Dans son livre La Question du référendum (Presses de Sciences-Po, 2019), la chercheuse Laurence Morel décrit une augmentation des consultations référendaires en Europe depuis 2016 (sur l'appartenance du Royaume-Uni à l'Union européenne, sur l'indépendance de la Catalogne, sur les forages dans la mer Adriatique en Italie, sur l'accès à l'avortement en Irlande, sur les services secrets aux Pays-Bas, sur le mariage homosexuel et la justice anticorruption en Roumanie), ce qu'elle perçoit comme « la manifestation d’un désir référendaire qui s’est emparé de nos sociétés et qui s’inscrit dans une aspiration plus générale à un exercice direct de la citoyenneté dans des démocraties représentatives jugées trop éloignées du peuple ».

### Allemagne
La Loi fondamentale de la République fédérale d'Allemagne ne prévoit de référendum que pour le changement de tracé des frontières des Länder, leur fusion ou leur scission. Le référendum n'a alors lieu que dans les territoires concernés.
Dans toute l'Allemagne, des initiatives ou requêtes populaires peuvent conduire à des référendums locaux selon le processus de législation ciitoyenne (Volksgesetzgebung), dont l'organisation et le champ d'action varie selon les Länder. La première étape consiste en une campagne de signatures et la vérification de la conformité à la constitution de la proposition citoyenne. Une deuxième campagne de signatures doit ensuite montrer l'adhésion d'une proportion prédéfinie des électeurs au projet, de 3,6 à 13,2 % selon les Länder. Le parlement régional doit ensuite se prononcer sur la proposition ; s'il la rejette un référendum est organisé.
Une grande partie des initiatives ne réunit pas un nombre suffisant de signatures, notamment en Hesse ou en Saxe-Anhalt où le nombre exigé est élevé avec des délais brefs. Quand les signatures sont réunies, les parlements adoptent souvent les mesures proposées. En 2018, sur 10 initiatives, 6 ont échoué et 4 ont abouti sans référendum, dont une partiellement. Entre 2009 et 2018, sur 28 initiatives, 6 ont donné lieu à un référendum.

### Autriche
En 1978, les Autrichiens rejettent l'appel lancé par le Gouvernement pour la mise en marche de la première centrale nucléaire privée en Autriche (à Zwentendorf). Le programme nucléaire est abandonné.
Oui, en 1994 sur l'adhésion à l'Union européenne.

#### Vorarlberg
Lors d'un référendum organisé en mai 1919, au lendemain du premier conflit mondial et du subséquent démantèlement de l'Empire austro-hongrois, 81 % des habitants du Vorarlberg souhaitèrent leur rattachement à la Suisse.

### Belgique
La constitution belge ne prévoit pas la possibilité d'un référendum et est en fait généralement interprétée comme excluant la possibilité du référendum ou d'une autre forme de consultation directe de la population, du moins pour ce qui concerne les matières attribuées par la constitution.
En 1891, Léopold II a tenté d'introduire le principe du référendum royal dans la constitution, mais cette proposition est rejetée par la Chambre.
Exceptionnellement, en 1950 dans le cadre de la Question royale, une consultation populaire a été organisée simultanément dans chaque province du pays au sujet du retour du roi Léopold III sur le trône.
Le fait que cette consultation n'ait apporté aucune solution aux problèmes qu'elle était censée résoudre a notamment souligné le peu de pertinence d'un référendum dans un pays où les avis pouvait se cliver entre deux communautés.
À diverses occasions, des projets de consultation populaire ont été soumis au Conseil d'État. En 2004, une proposition de loi pour l'organisation d'une consultation populaire dans le cadre de l'approbation du traité établissant une constitution pour l'Europe lui fut soumise pour en examiner la compatibilité avec la constitution. L'avis de l'assemblée générale de la section de législation du Conseil, basé sur l'article 33 de la constitution, fut négatif. Le Conseil expose que l'article 33 dit que « Tous les pouvoirs [...] sont exercés de la manière établie par la constitution », ce qui implique que tous les pouvoirs sont exercés par les organes qui représentent la nation et seulement par ceux-ci. Cet article exclut donc expressément tout autre mode d’exercice des pouvoirs et l’instauration de toute procédure de consultation populaire – qu’elle soit permanente ou qu’elle porte sur un sujet déterminé – nécessite la révision préalable de la constitution.
Dans les matières non réglées par la constitution, des pouvoirs locaux par exemple (communes et provinces) peuvent organiser des « consultations populaires », purement consultatives, sur des sujets d'intérêt local.

### Chypre
Un référendum a été organisé le 24 avril 2004 dans les deux parties de l'île de Chypre pour se prononcer sur le plan de paix proposé par les Nations unies qui vise à la réunification du pays après trente ans de divisions et de négociations inabouties entre les deux communautés grecque et turque de l’île.
Les Chypriotes grecs ont voté « non » à 76 %. En revanche, 65 % des Chypriotes turcs ont voté « oui » au plan des Nations unies.

### Danemark
Oui, en 1972 (adhésion), 1986 (Acte unique), 1992 (deux fois sur le traité de Maastricht), 1998 (traité d'Amsterdam), 2000 (Euro). Un projet de référendum sur la Constitution européenne n'a jamais abouti.

### Espagne
Selon l'article 92 de la constitution de 1978, « les décisions politiques d'une importance particulière pourront être soumises à tous les citoyens par la voie d'un référendum consultatif » moyennant autorisation préalable du Congrès des députés.
Cet article a été appliqué deux fois :
- en 1986, lorsque le socialiste Felipe González fit approuver par référendum le maintien de son pays dans l'organisation militaire atlantique
- en 2005 lorsque le socialiste José Luis Rodríguez Zapatero fit adopter la constitution européenne en proposant la question suivante : « Approuvez-vous le Traité établissant une Constitution pour l'Europe ? » (« ¿Aprueba usted el Tratado por el que se establece una Constitución para Europa? ») — voir aussi Référendum sur la constitution européenne et Référendum espagnol sur la constitution européenne.

### Estonie
En 2003 sur l'adhésion à l'Union européenne.

### France
La constitution de la Cinquième République, de 1958, fait du référendum comme l'une des deux modalités d'expression de la souveraineté nationale, avec la représentation parlementaire. L'article 3 en pose le principe, les articles 11, 88-5 et 89 les modalités. L'exécutif seul en a l'initiative, bien qu'un alinéa 3 ajouté en 2008 à l'article 11 ait ouvert la possibilité d'un référendum d'initiative partagée.
Deux types de référendum existent en France :
- le référendum national (articles 11, 88-5 et 89 de la Constitution), qui couvre notamment le champ législatif, celui des traités et le champ constitutionnel ;
- le référendum local (compris dans l'article 72-1, principalement depuis la réforme constitutionnelle du 28 mars 2003), qui participe au mouvement récent de la gouvernance locale.

### Hongrie
La Hongrie a fait un référendum en 2003 pour son adhésion à l'Union européenne, ainsi qu'un référendum en 2016 sur les quotas de migrants, dont un faible taux de participation a rendu le résultat invalide.

### Irlande
Le référendum est nécessaire pour modifier la Constitution (21 sur 25 depuis 1972 ont été approuvés). Un référendum était prévu sur la Constitution européenne, mais a finalement été annulé. Le 12 juin 2008, l'Irlande rejette le Traité de Lisbonne, avant de l'approuver par un nouveau référendum le 2 octobre 2009, période où le gouvernement irlandais profite de la crise économique et financière pour arguer que sans ce traité, l'Irlande ne pourrait s'en sortir.

### Italie
Les constituants italiens ont instauré un contre-pouvoir législatif à travers le référendum abrogatif d’initiative populaire. La Cour Constitutionnelle italienne a joué un rôle important pour encadrer cette pratique en instituant un contrôle a posteriori.

#### Le référendum abrogatif

##### Un véritable contre-pouvoir législatif
L’article 75 de la Constitution italienne du 27 décembre 1947 précise qu’« un référendum populaire est fixé pour décider de l’abrogation, totale ou partielle, d’une loi ou d’un acte ayant valeur de loi, quand le demandent cinq cent mille électeurs ou cinq Conseils régionaux. Le référendum n’est pas autorisé pour les lois fiscales et budgétaires, d’amnistie et de remise de peine, d’autorisation de ratifier les traités internationaux. Tous les citoyens appelés à élire la Chambre des députés ont le droit de participer au référendum. La proposition soumise au référendum est approuvée si la majorité des électeurs a participé au vote et si la majorité des suffrages exprimés favorablement a été atteinte. La loi détermine les modalités de mise en œuvre du référendum ». La loi constitutionnelle du 11 mars 1953 relative aux normes complémentaires de la Constitution concernant la Cour constitutionnelle ajoute dans son article 2 une compétence de contrôle de l’admissibilité des demandes de référendum.
En soustrayant au référendum la possibilité d’abroger des lois qui pourraient mettre en péril la gestion de l’État, en exigeant la participation de la majorité des électeurs et en instituant un contrôle des demandes, la Cour constitutionnelle a sauvegardé une certaine sécurité juridique. Cependant, le Parlement a essayé de bloquer le vote de la loi nécessaire à la mise en œuvre du référendum abrogatif qui ne fut adoptée que le 25 mai 1970, puis a tenté d’introduire des dispositions lui permettant de contrôler le déroulement du référendum. En effet, l’article 39 de la loi précitée dispose que « lorsque avant la date du déroulement du référendum, la loi ou l’acte ayant force de loi ou leurs dispositions particulières auxquelles le référendum se réfère, ont été abrogées, le Bureau central pour le référendum déclare que les opérations relatives n’ont plus cours ».

##### Un contrôle de constitutionnalitéa priorieta posteriori
Cette loi permettait au législateur d’abroger formellement la loi qui faisait l’objet du référendum et d’y substituer de nouvelles dispositions de même rang dans la hiérarchie des normes. La Cour constitutionnelle italienne a corrigé l’orientation donnée par le législateur à l’initiative référendaire dans sa décision no 68 de 1978 (contrôle a posteriori impossible en France) où elle estime que cet article est illégal car ne prévoyant pas des moyens adéquats pour défendre les signataires des demandes de référendum abrogatif. Ne pouvant pas annuler la loi, car cela aurait paralysé l’institution référendaire, les juges adoptent une décision additive : ils ajoutent au texte contrôlé une norme fixant les conditions d’intervention du législateur sur les normes faisant l’objet d’un référendum abrogatif. Ainsi, si la loi est abrogée avant référendum et remplacée par d’autres dispositions de même nature et ayant le même objet, le référendum aura lieu sur les nouvelles dispositions législatives. Enfin, la Cour constitutionnelle a instauré l’interdiction du rétablissement par le législateur de la norme abrogée dans sa décision no 468 de 1990, estimant que « le référendum manifeste une volonté définitive et ne pouvant être retirée ».
La Cour a donc protégé l’institution référendaire contre l’activisme du parlement mais elle a également encadré l’utilisation du référendum. En effet, la demande de référendum subit un contrôle de légalité devant le Bureau pour le référendum auprès de la Cour de cassation (respect de la procédure législative) et un contrôle d’admissibilité devant la Cour constitutionnelle (appréciation du respect par les demandes des prescriptions constitutionnelles établies par l’article 75 de la Constitution). Ce contrôle a donné lieu a une importante jurisprudence (106 décisions entre 1972 et 2000) visant à exclure du champ référendaire les lois reliées aux lois visées par l’article 75 et celles dont la force normative est supérieure à celle des lois ordinaires ainsi que celles dont le contenu normatif ne peut être modifié sans porter atteinte aux dispositions constitutionnelles qu’elles mettent en œuvre. La Cour contrôle les conditions de forme des questions référendaires afin de permettre un vote conscient des électeurs mais examine également la finalité poursuivie par l’abrogation référendaire (effet normatif visé, effet non manipulatif c’est-à-dire non créateur d’une nouvelle réglementation).
Ainsi, par sa jurisprudence audacieuse, la Cour constitutionnelle italienne a su maîtriser l’usage abusif du référendum abrogatif tout en protégeant son effectivité. Ainsi le Parlement est non seulement incité à améliorer la qualité de sa production normative mais également à être plus attentif aux attentes des citoyens qui l’ont élu. C’est un bon exemple d’une plus grande participation effective des citoyens à la vie politique nationale.

#### Autres référendums
L'article 138 de la Constitution prévoit la possibilité de soumettre une loi constitutionnelle à un référendum. Les trois référendums de ce type ont eu lieu en 2001, 2006 et 2016 : voir Référendum constitutionnel de 2006 en Italie.
Par ailleurs, en application de l'article 132 de la Constitution, un référendum peut décider de la fusion de régions ou de la création de nouvelles régions.

### Lettonie
Oui, en 2003 sur l'adhésion à l'Union européenne.
Non, en 2012 sur l'adoption du russe comme langue officielle.

### Liechtenstein
Des référendums facultatifs sont régulièrement organisés.

### Lituanie
Oui, en 2003 sur l'adhésion à l'Union européenne.

### Luxembourg
Le Luxembourg a connu quatre référendums.
Le Référendum luxembourgeois de 1919 posait plusieurs questions. La première partie demandait aux électeurs et électrices de faire leur choix entre la nouvelle grande-duchesse Charlotte déjà intronisée, une autre grande-duchesse de la même famille régnante, un souverain issu d'une autre maison régnante, ou la république. Le peuple plébiscita la grande-duchesse Charlotte à hauteur d'environ 80 % des suffrages exprimés. Dans la deuxième partie, les citoyens devaient choisir entre la France et la Belgique pour former une nouvelle union économique, le Luxembourg ayant dénoncé son appartenance au Zollverein allemand quelques semaines après l'armistice du 11 novembre 1918. Les Luxembourgeois se prononcèrent à environ 73 % pour la France qui refusa une union économique franco-luxembourgeoise, si bien que le Grand-Duché adopta finalement l'Union économique belgo-luxembourgeoise.
Le Référendum luxembourgeois de 1937, rejeta de justesse une loi déjà votée par la Chambre des députés, visant à surveiller ou à mettre à l'écart les élus, fonctionnaires, syndicalistes, journalistes... représentant la gauche plus radicale (communistes, certains socialistes...). Joseph Bech, chef du gouvernement et auteur de la loi en question, démissionna logiquement de son poste de chef du gouvernement mais conserva les Affaires étrangères.
Le Référendum luxembourgeois sur le traité établissant une Constitution pour l'Europe de juillet 2005 consulta le corps électoral sur la Constitution européenne, approuvée à plus de 60 %.
Le Référendum luxembourgeois de 2015 portait sur trois questions : l'octroi du droit de vote dès l'âge de 16 ans, l'octroi aux résidents étrangers du droit de vote aux élections législatives e la limitation de la durée des fonctions ministérielles à un mandat renouvelable une fois. Bien que le scrutin ne soit que consultatif, le gouvernement s'engageait à en faire appliquer le résultat. Les trois propositions furent rejetée massivement avec autour de 80 % de voix contre.

### Malte
Un référendum sur l'adhésion à l'Union européenne a eu lieu en 2003.

### Norvège
À deux reprises, en 1973 et en 1993, le peuple norvégien a été consulté sur l’adhésion à l’Union européenne (anciennement Communauté économique européenne). Dans les deux cas, le scrutin a débouché sur un refus de l’adhésion.

### Pays-Bas
Un référendum consultatif sur la Constitution européenne a eu lieu le 1er juin 2005. Résultat : rejet à près de 61 % des suffrages.
La loi du 1er juillet 2015 permet de déclencher un référendum consultatif a posteriori sur chaque loi votée par le Parlement néerlandais (à l’exception des textes concernant la maison royale, le budget, ou encore la Constitution), à condition de réunir 300 000 signatures, soit 1,7 % de la population. Le référendum n'est valable que si au moins 30 % des électeurs se déplacent aux urnes. Cette loi est mise en application pour la première fois avec le référendum du 6 avril 2016 sur l'accord d'association entre l'Ukraine et l'Union européenne, pour lequel une majorité du Parlement s’est exprimée en faveur du respect du résultat.

### Pologne
Oui, en 2003 sur l'adhésion à l'Union européenne. Un référendum consultatif sur la Constitution européenne était prévu en 2005 mais a été annulé.

### Portugal
Un référendum consultatif sur la Constitution européenne a aussi été annulé. En 2007, un référendum sur l'interruption volontaire de grossesse.

### République tchèque
Oui, en 2003 sur l'adhésion à l'Union européenne.

### Royaume-Uni
Depuis le référendum en Irlande du Nord en 1973, des référendums ont eu lieu dans les pays constituants du Royaume-Uni, ainsi que dans des régions et villes.
Trois référendums à l'échelle du Royaume-Uni ont eu lieu à la date du 26 juin 2016 : le premier, en 1975, sur la question du maintien au sein de la CEE, les Britanniques ont dû répondre à la question « Do you think the UK should stay in the European Community (Common Market)? », soit en français « Pensez-vous que le Royaume-Uni doive rester au sein de la Communauté européenne (Marché commun)? » ; le second le 5 mai 2011 sur l'introduction d'un mode de scrutin baptisé « vote alternatif ». Le 3e a eu lieu le 26 juin 2016, et portait sur le maintien ou la sortie du Royaume-Uni de l'Union européenne (« Should the United Kingdom remain a member of the European Union or leave the European Union? » soit en français « Le Royaume-Uni doit-il rester membre de l'Union européenne ou quitter l'Union européenne ? ») : la sortie a été approuvée par près de 52 % des suffrages exprimés, la participation étant de 72 %.

### Sarre
La Sarre, aujourd'hui Land allemand, a connu dans son histoire deux référendums déterminants pour l'avenir du territoire :
- en 1935, un référendum a conduit par une écrasante majorité au rattachement à l'Allemagne nazie ;
- en 1955, un référendum a rejeté un projet qui aurait transformé le protectorat français en un État administré par les institutions européennes[34].

### Slovaquie
En 2003 sur l'adhésion à l'Union européenne.

### Slovénie
En 2003 sur l'adhésion à l'Union européenne. La constitution de la Slovénie (dans sa rédaction en vigueur au 8 juin 2011) prévoit un recours possible au référendum pour les révisions constitutionnelles (art. 170), la promulgation d'une loi (art. 90) ou l'adhésion à une organisation internationale (art. 3a). Le 5 juin 2011 un référendum législatif sur le recul de l'âge de départ à la retraite a eu lieu (rejet du projet). L'organisation de referendums d'initiative populaire est possible en accord avec les articles 90-1, 97 et 99 de la constitution slovène, permettant cette forme de démocratie directe lorsqu'un minimum de 2 500 signatures est réunie, puis au moins 40 000 dans un délai d'un mois, à l'encontre d'une loi votée par le parlement.

### Suède
Oui, 6 depuis 1922.

### Suisse
Deux types de référendum existent au niveau fédéral : le référendum obligatoire, qui concerne toute révision de la Constitution, l'adhésion à des organisations de sécurité collective ou à des communautés supranationales et les arrêtés fédéraux urgents dépourvus de base constitutionnelle et dont la durée de validité dépasse une année, et le référendum facultatif, qui concerne tout acte fédéral pour lequel huit cantons ou 50 000 citoyens suisses ont demandé une votation.
La même possibilité de référendum facultatif existe également au niveau des cantons et des communes, avec moins de signatures requises Dans certains cantons et certaines communes, un « référendum fiscal » ou « référendum constructif » est obligatoire pour toutes les lois introduisant des dépenses nouvelles (c'est-à-dire non prévues par le budget annuel) supérieures à un montant défini.
La Suisse connaît également un droit d'initiative populaire fédérale, qui permet aux citoyens de proposer une modification de la Constitution fédérale. L'initiative populaire permet l'intervention citoyenne au niveau cantonal et communal.

## En Océanie

### Australie
Oui, nécessaire pour modifier la Constitution (8 sur 43 depuis 1909 ont été approuvés).
Exemples :
- référendum de 1916 pour instaurer la conscription : rejeté ;
- référendum de 1917 pour introduire une forme limitée de conscription : rejeté ;
- référendum de 1951 pour interdire le Parti communiste : rejeté ;
- référendum de 1967 pour comptabiliser les Aborigènes dans le recensement et permettre aux autorités fédérales de légiférer à leur égard : approuvé ;
- référendum de 1999 pour abolir la monarchie et instituer une république : rejeté.